# Ferry Gruber
Ferry Gruber (* 28. September 1926 in Wien; † 23. Juli 2004 in München) war ein österreichisch-deutscher Opern- und Operettensänger (Tenor), der alle großen Partien des Operettenbuffo sowie Opernbuffo beherrschte.

## Leben
Der Kammersänger Ferry Gruber wurde an der Wiener Musikakademie bei Hans Swarowsky und Hermann Gallos ausgebildet. Folgend betätigte er sich in Wien als Chordirektor und Dirigent, wandte sich aber bald der Sängerlaufbahn zu. Sein erstes Engagement erhielt er 1950 am Staatstheater von Luzern als Tamino in Die Zauberflöte. Bald wechselte er an das Stadttheater von Basel und ging schließlich 1954 nach München an die Bayerische Staatsoper. Ebenso gehörte Ferry Gruber dem Ensemble des Münchener Staatstheater am Gärtnerplatz an, wo er neben Harry Friedauer, zu den beliebtesten und umjubeltsten Sänger des Hauses gehörte. Zu seinen Gesangspartnern aus Oper und Operette gehörten Christine Görner, Margit Schramm, Erika Köth, Sari Barabas, Dorothea Chryst, Ingeborg Hallstein, Liselotte Ebnet, Harry Friedauer, John van Kesteren, um nur einige der vielen zu nennen. Beim Westdeutschen Rundfunk in Köln machte Ferry Gruber etliche Aufnahmen mit dem Dirigenten Franz Marszalek. Unvergesslich für das Münchner Publikum ist er als Monostatos in der Zauberflöte. Große Beachtung fand auch seine Partie in der Oper Die Liebe zu den drei Orangen, mit Ingeborg Hallstein, die 1960 für das Theater am Gärtnerplatz von Arno Assmann inszeniert wurde. Den beiden Münchner Bühnen war der Künstler 50 Jahre in aktiver Tätigkeit verbunden.
Der Sänger gab auch viele Gastspiele in deutschen, europäischen und nordamerikanischen Opernhäusern u. a. in Hamburg, Köln, Düsseldorf, Frankfurt, Stuttgart, Kopenhagen, Monte Carlo, Amsterdam und Lissabon sowie in Ottawa und Vancouver. Ferner nahm er an den Opernfestspielen in Florenz, Edinburgh und Salzburg teil. In letztgenannter Stadt beispielsweise glänzte der Sängerdarsteller 1957 als Cecco, an der Seite von Anneliese Rothenberger, sowie in Joseph Haydns kaum bekannter Oper Die Welt auf dem Monde.
Zudem wirkte Ferry Gruber in mehreren Operettenfilmen und Fernsehsendungen mit, betätigte sich seit 1969 als Opern- und Operettenregisseur und erteilte in Privatstunden Gesangsunterricht. Zahlreiche Schallplatteneinspielungen von Opern und Operetten runden seine künstlerische Tätigkeit ab.
Ferry Gruber starb im Alter von 77 Jahren und wurde auf dem Friedhof der oberbayerischen Gemeinde Gräfelfing, Landkreis München, beigesetzt.

## Hörspiele
- 1956: Karl Bogner: Der unsterbliche Hanswurst (1. Teil) (Sänger, Zumio) – Regie: Joseph Strobl (Hörspiel – BR)
- 1973: Wilhelm Hauff: Das kalte Herz. Märchenoper für den Rundfunk (Vokalist) – Bearbeitung (Wort): Günter Eich; Komposition: Mark Lothar; Regie: Heinz Hostnig (Hörspielbearbeitung, Musikalisches Hörspiel – BR/RB/SR/SFB/WDR)
- 1975: Johann Nestroy: Tannhäuser. Eine Parodie (Tannhäuser) – Bearbeitung und Regie: Karl Bogner (Hörspielbearbeitung – BR)
- 1977: Georg Lohmeier: Übergang oder Die Geduld. Bayerisches Hörspiel (Rupert Stoß’ österreichischer Kollege, karl Sigrist) – Redaktion und Regie: Hellmuth Kirchammer (Original-Hörspiel, Mundarthörspiel – BR)
- 1978: Erik Charell, Alan Melville: Der Kongreß tanzt. Musikalische Komödie (Vokalist) – Redaktion und Regie: Hellmuth Kirchammer (Hörspielbearbeitung – BR)

## Diskografie (Auswahl)
- Franz Lehár: Das Land des Lächelns (als Graf Gustav von Pottenstein/Gustl)
- Franz Lehár: Die lustige Witwe (als Njegus)
- Carl Orff: Die Kluge (als 1. Strolch)
- Carl Orff: Der Mond (als 3. Bursche)
- Giacomo Puccini: Madama Butterfly (als Goro)
- Johann Strauss: Die Fledermaus (als Dr. Blind)